# David Wilson (calciatore)
David Wilson (Hebburn, 1908 – Glasgow, 22 febbraio 1992) è stato un calciatore inglese, di ruolo attaccante.

## Carriera
Fu capocannoniere del campionato scozzese nella stagione 1936-1937 con 34 reti.